# 河西四郡
河西四郡，指西漢武帝時在河西走廊設置的四郡，即酒泉郡、武威郡、敦煌郡、张掖郡（按置郡先後排序，若由東而西依序為：武威郡、張掖郡、酒泉郡、敦煌郡）。

## 由来
河西四郡之地，原為月氏所擁有。冒頓單于時代，匈奴右賢王擊破月氏，此地成為匈奴領土。
前121年，匈奴昆邪王和休屠王投降汉朝，汉将其所降的四万余人安置在陇西、北地、上郡、朔方与云中，被称为五属国。随后，汉朝在昆邪王和休屠王原来的游牧地区，设置了酒泉郡。
前111年，張掖郡與敦煌郡由酒泉郡中分割出來。
前101年，建立武威郡。河西四郡由此形成。漢朝除了在河西四郡駐軍，也大量移民漢人至此地屯墾，確立了漢朝對此地的控制力。

## 历史意义
费孝通认为，河西四郡的设立使河西地区逐步由游牧区变成了农业区，对后世有深远的影响。它分割了游牧的匈奴同羌族的联系；同时，也让汉朝同天山以南的农业诸国，以及天山以北，巴尔喀什湖一带游牧的乌孙结成了抗击匈奴的联盟，后来天山以南的农业诸国都臣服汉朝，并入汉朝的版图，这就加强了汉朝的实力，削弱了匈奴的影响。最后，这个新兴的农业带将中原农业带和天山以南农业区连接起来。这为将来丝绸之路的开辟提供了便利，对于东方与西方的联系起到了非常重要的作用。